# Hugo Roblek
Hugo Aleksander Roblek, slovenski farmacevt, javni delavec in planinec, * 27. december 1871, Radovljica, † 13. julij 1920, Trst.

## Življenje in delo
Rodil se je v družini lekarnarja Aleksandra Robleka. Mati mu je bila Jožefa (rojena Kamen). Po končani nižji gimnaziji v Ljubljani in lekarniški praksi v Kranju je v letih 1889-1891 na Dunaju študiral farmacijo. Po končanem študiju je služboval v očetovi lekarni in drugih krajih po Sloveniji ter Švici in Egiptu. Leta 1906 se je vrnil domov, imel svojo lekarno v Tržiču, nato na Bledu in istočasno v Neumarktu na Južnem Tirolskem. To lekarno je leta 1920 prodal, in ko se je na poti na Bled ustavil v Trstu, je prenočil v Narodnem domu prav na dan, ko so ga fašisti požgali. Pri skoku iz gorečega doma se je smrtno ponesrečil. Roblek je bil dejaven tudi v javnem življenju. Deloval je pri javnih   turističnih predstavitvah Bleda ter bil eden od pobudnikov planinstva na Gorenjskem. Iz deleža, ki ga je volil v oporoki, je bil v letih 1932/1933 zgrajen Roblekov dom na Begunjščici.